# Бобов дол
Бо̀бов дол е град в Западна България и се намира в Кюстендилска област. Градът е трети по големина в областта след Кюстендил и Дупница и е административен център на община Бобов дол. По данни на ГРАО към 15 септември 2023 г. в града живеят 5001 души по настоящ адрес и 5263 души по постоянен адрес.

## География
Бобов дол се намира в планински район, в най-източния дял на Конявската планина, в най-северната част на географската местност Разметаница. От три страни е заобиколен от дялове на Конявска планина – на изток и север е разположен Гологлавският рид, а на запад се издига връх Колош. На юг се простира равнината Разметаница, през която се достига до долината на река Струма. Името на града идва от долината с форма на бобово зърно, в която е разположено първоначалното село (сега квартал Христо Ботев). През долината тече малката река Дедевска, която след съединяването си с многобройни потоци от Конявската планина дава началото на река Разметаница (от водосборния басейн на Струма).
Климатът на града е умереноконтинентален. Средните годишни температури са около средните за страната.
Съвременният град се състои от две ясно обособени части – квартал Христо Ботев на запад, наследник на първоначалното село и застроен почти изцяло с къщи, и квартал Миньор на изток, изграден в средата на ХХ век в местността Банковица, като тук преобладаващата архитектура са жилищните блокове.
Разстояния: до гр. Кюстендил – 36,691 км; до гр. Дупница – 18,467 км, до гр. София – 65,765 км, до гр. Благоевград – 47,879 км.

## Население
- 1880 г. – 583 жители
- 1910 г. – 1027 жители
- 1926 г. – 1632 жители
- 1934 г. – 1844 жители
- 1946 г. – 2520 жители
- 1956 г. – 4920 жители
- 1965 г. – 7256 жители
- 1975 г. – 7584 жители
- 1978 г. – 8306 жители
- 1985 г. – 7697 жители
- 1992 г. – 7655 жители
- 2001 г. – 6904 жители
- 2008 г. – 6085 жители
- 2011 г. – 5737 жители
- 2024 г. – 4934 жители

Численост и дял на етническите групи според преброяването на населението през 2011 г.:
|                     | Численост | Дял (в %) |
| Общо                | 5737      | 100,00    |
| Българи             | 5067      | 88,32     |
| Турци               | 43        | 0,74      |
| Цигани              | 283       | 4,93      |
| Други               | 25        | 0,43      |
| Не се самоопределят | 27        | 0,47      |
| Неотговорили        | 292       | 5,08      |

## История
Районът е обитаван от дълбока древност от траките. В близкото село Бабинска река са открити тракийски скални ниши, уникални за югозападната част на България. На връх Колош са открити останки от укрепления от XII век (периодът на византийското владичество над българските земи).
За първи път името селището се споменава през 1576 г. в османски данъчни документи под името Бободол. Основен поминък: земеделие (тютюн, зърнени култури и др.) и животновъдство.
През 30-те години на XIX век френският геолог Ами Буе посещава района и проучва находищата на каменни въглища. Промишлената разработка на тези находища обаче започва след Освобождението на България от османското владичество. Oт 1891 г. находището се превръща в държавна мина и миньорството става основна професия на мъжкото население. През 1917 г. е построена теснолинейна железопътна линия до Дупница.
През 1822 г. е построена възрожденската църква „Свети Никола“, през 1881 г. е открито училище. През 1903 г. е открито вечерно училище, създава се читалище „Пробуда“. Създава се кредитна кооперация „Спасение“ – 1937 г.
При избухването на Балканската война 2 души от Бобов дол са доброволци в Македоно-одринското опълчение.
След 1944 г. започва икономически подем. Бобов дол се изгражда като център на въгледобивна промишленост. Изграден е стопански минноенергиен комбинат „Бобов дол“ с рудници: „Бабино“, „Бобов дол“, „Миньор“, „Христо Ботев“ и др. Близо до града е изграден големият енергиен център ТЕЦ Бобов дол, който допринася за превръщането на Бобов дол в нов промишлен град. Има обогатителна фабрика, ремонтна база, кислороден цех. Учредено е ТКЗС (1956 г.), от 1960 г. преобразувано в ДЗС, което от 1978 е в АПК „Разметаница“ с основни отрасли животновъдство и растениевъдство (фуражни култури и овощарство). Битовото обслужване се осъществява от градския Промкомбинат, а общественото хранене – от потребителна кооперация „Наркооп“. Изграден е хлебокомбинат, клон на ДСК и БНБ. Учредени са физкултурно и туристическо дружество. Трите района на Бобов дол са свързани с асфалтирани пътища. Жилищният фонд непрекъснато се обновява, изграждат се модерни блокове. Градът се благоустроява. Главните улици са асфалтирани. В местността „Разметаница“ е издигнат паметник на загиналите в сражението при с. Еремия партизани от отряда „Коста Петров“.
През 70-те и 80-те години на ХХ век градът преживява своя икономически и демографски разцвет – в него идват на работа хора от всички краища на страната. По време на т. нар. Възродителен процес (1984 – 1989) в града са принудително заселени известен брой семейства на български турци от районите на Кърджали и Лудогорието.

## Религии
Традиционна за града религия е източноправославното християнство. Градската църква „Свети Никола“ се намира на ул. „Александър Стамболийски“ (кв. Христо Ботев). В града има още конгрешанска църква, част от Съюза на евангелските съборни църкви, както и адвентистка църква.

## Политика
В град Бобов дол има следните партийни клубове: ГЕРБ; БСП и др. На територията на Община Бобов дол има организации на ДСБ, ГЕРБ, БСП и др.
Празникът на града се чества на 27 октомври.

## Въгледобив
Икономиката на града е тясно свързана с подземен и открит добив на кафяви въглища. В района е най-голямата подземна мина за добив на въглища, собственост на „Мини Бобов дол“ ЕАД. За Бобовдолския въглищен басейн първи съобщения прави Ами Буе – френски пътешественик и геолог, преминал и изследвал района на Бобов дол още през времето на Османската империя. Първият добив е през 1891 г. след Освобождението. През 1907 г., по предложение на тогавашния министър на търговията, княз Фердинанд с нарочен указ учредява търговско дружество. Най-много хора са работили в дружеството през 1980-те – 7300 души и са добили над 2 млн. тона въглища за година. Построен е и най-модерният подземен рудник „Бабино“ – напълно механизиран добив на въглища с германска и британска техника, съответно „Кльокнер-Бекорит“ и „Даути“. Понастоящем в мините работят около 3000 души и добиват по 1 млн. т годишно. В последно време въгледобивът е в процес на ликвидиране, въпреки противоречивите геоложки данни. През юли 2006 г. „Мини Бобов дол“ ЕАД са отдадени под наем на фирма „Ораново“, свързана с Красимир Михайлов. На 29 юли 2007 г. са подписани официално приемно-предавателни протоколи между „Ораново“ и Христо Ковачки, с които последният става новият наемател на мините в Бобов дол.

## Обществени институции
Град Бобов дол е общински център на Община Бобов дол. Значими институции в града са:
- Общинската администрация
- Бюро по труда
- Службата за социално подпомагане
- Районното полицейско управление
- Районната служба за противопожарна и аварийна безопасност
- Поща
- Затвор – Бобов дол

## Училища
- СОУ „Христо Ботев“
- ОУ „Н. Й. Вапцаров“
- Професионална гимназия Бобов дол

## Забележителности
- Възрожденска църква „Свети Никола“ (1822 г.)

Читалища
- Читалище „Миньор“
- Читалище „Просвета“
- Младежки дом

### Театри
Има киносалон в читалище „Миньор“ в кв. Миньор. и в кв. Христо Ботев. На парка в града е построен и Амфитеатър (2013 г.).

## Спорт

### Футбол
ФК Миньор (Бобов дол) е български футболен клуб от Бобов дол. Играе мачовете си на стадион Николай Кръстев – Шулц.
В Бобов дол организираният футбол датира от 1930-те години. След 1944 г. се осъществяват множество реформи, засягащи спортното движение в страната. През 1946 г. в селището съществува физкултурно дружество „Бобовдолски миньор“. Същата година то преминава на цялостна издръжка към мина „Бобов дол“ и приема името „Миньор“. В края на 1949 г., след поредната промяна, са създадени доброволни спортни организации, които се развиват на ведомствен принцип към съответните отраслови профсъюзи. През 1952 г. е образувана новата ДСО „Миньор“. Тя се отделя от „Торпедо“ и поради спецификата на района става най-популярна в Бобов дол. В 1957 г. е учредено ДФС „Миньор“. През 1985 г. на негова основа се образува едноименният футболен клуб.
Успехи
- седмо място в Б група: 2004/05 г.
- осминафиналист в турнира за Купата на България: 2004/05 г.

## Личности
Родени
- Георги Василев (р. 1946 г.) — футболист и треньор.
- д-р Пламен Орешарски (р. 21 февруари 1960 г.) — политик
- Борис Дали (псевдоним на Борислав Делибалтов; р. 1982 г.) — певец и артист; общински съветник от 2007 г. до 2011 г.
- Петър Велчев — биатлонист.

## Неправителствени организации
- Сдружение „СОРО“